# Anna Wintour
Anna Wintour, född 3 november 1949 i London, är en brittisk journalist. Mellan 1988 och 2025 var hon chefredaktör för den amerikanska utgåvan av modetidningen Vogue.

## Biografi
Wintours far Charles Wintour arbetade som redaktör på den brittiska tidningen The Evening Standard och hennes mor, Elinor Baker, var dotter till en Harvardprofessor. Anna Wintour har tre syskon: Jimmy, Nora, anställd vid en internationell organisation i Genève, och Patrick, som arbetar för tidningarna The Guardian och The Observer. Hon hade även en bror, Gerald, som dog i en trafikolycka i unga år.
Wintour studerade på North London Collegiate School, men tog aldrig studenten. Anna Wintour var gift med barnpsykiatrikern David Shaffer 1984–1999 och har två barn med honom, Charles och Katherine.

## Karriär
Anna Wintour har tidigare arbetat på Harpers & Queen, Harper's Bazaar och brittiska Vogue. År 1988 blev hon chefredaktör för den amerikanska utgåvan av Vogue.
Wintour har genom åren gjort sig känd för att ha förnyat Vogue genom att bland annat ha skapat orädda och normbrytande omslag. På hennes första omslag från november 1988 bar den israeliska modellen Michaela Bercu jeans, vilket var första gången någonsin som jeans synts på Vogues omslag. Wintour bytte ut porträttbilderna i studiomiljö mot mer avslappnade halvkroppsbilder, ofta tagna utomhus, och gjorde sig även känd för att ta in kändisar på omslagen.
År 2020 utsågs hon, vid sidan av rollen som chefredaktör även till global innehållschef på Vogues förlag Condé Nast. Efter 37 år som chefredaktör på Vogue meddelade Wintour i slutet av juni 2025 att hon kommer att lämna posten. Hon lämnar dock inte tidskriften helt, utan fortsätter som global redaktionell chef. Hon kommer även att behålla rollen som global innehållschef på Condé Nast.
Boken Djävulen bär Prada (The Devil wears Prada) av Lauren Weisberger, som handlar om en kvinna som får anställning som assistent hos en tyrannisk chefredaktör på världens största modetidning, sägs vara baserad på Weisbergers tid som assistent åt Anna Wintour. I filmatiseringen av boken spelar Meryl Streep rollen som sägs vara baserad på Wintour.

## Utmärkelser
- CFDA Lifetime Achievement Award,  2003[11]
- Great Immigrants,  2010[12]
- Dame Commander av Brittiska imperieorden,  2017
- Presidentens frihetsmedalj,  4 januari 2025[13]
- Officer av Brittiska imperieorden
- Riddare av Hederslegionen

[Redigera Wikidata]